# Riz Ortolani
Riziero (Riz) Ortolani (Pesaro, 25 maart 1926 – Rome, 23 januari 2014) was een Italiaanse componist en orkestrator, die de muziek voor ongeveer 300 films schreef.

## Levensloop
Op 12-jarige leeftijd ging hij naar het Conservatorio Gioacchino Rossini van zijn geboortestad Pesaro, om compositie en fluit te studeren. Aan het begin van de jaren 50 trok hij naar Rome en kwam in dienst bij de RAI als arrangeur bij het symfonieorkest van die omroep. 
Van 1955 tot 1960 werkte Ortolani in het buitenland als dirigent van dansorkesten om in 1961 terug te keren in zijn vaderland. Samen met Nino Oliviero schreef hij de soundtrack voor de film Mondo cane van Gualtiero Jacopetti, Paolo Cavara en Franco Prosperi. Het titelnummer (More) won een Gammy Award en dong in 1963 mee naar een Oscar voor het beste originele nummer. In 1970 kreeg het liedje  Till love touches your life eenzelfde nominatie.
De bekendste films waarin filmmuziek van Ortolani te horen is, zijn Kill Bill vol. 1 en vol. 2 van regisseur Quentin Tarantino.
In 2013 ontving Riz Ortolani een World Soundtrack Award voor zijn gehele oeuvre.

## Filmografie
(selectie)
- 1962: Mondo Cane (documentaire)
- 1962: Il sorpasso
- 1964: Old Shatterhand
- 1964: The 7th Dawn
- 1964: The Yellow Rolls-Royce
- 1965: The Glory Guys
- 1966: Africa Addio (documentaire)
- 1966: The Spy with a Cold Nose
- 1967: Woman Times Seven
- 1967: La cintura di castità
- 1968: Sequestro di persona
- 1968: Lo sbarco di Anzio
- 1968: The Bliss of Mrs. Blossom
- 1968: Le calde notti di Lady Hamilton
- 1968: Buona Sera, Mrs. Campbell
- 1968: Kampf um Rom I
- 1969: Kampf um Rom II
- 1970: Ciakmull - L'uomo della vendetta
- 1970: The Adventures of Gerard
- 1970: The McKenzie Break
- 1970: Madron
- 1971: Confessione di un commissario di polizia al procuratore della repubblica
- 1971: The Hunting Party
- 1972: The Valachi Papers
- 1972: Non si sevizia un paperino
- 1973: Le guerriere dal seno nudo
- 1979: From Hell to Victory
- 1979: The Fifth Musketeer
- 1980: Cannibal Holocaust
- 1981: Fantasma d'amore
- 1984: I guerrieri dell'anno 2072
- 1984: La Piovra Octopus 1
- 1987: L'inchiesta
- 1991: Paprika
- 2008: Il papà di Giovanna

## Prijzen en nominaties

### Academy Awards
| Jaar | Titel      | Categorie      | Uitslag     |
| ---- | ---------- | -------------- | ----------- |
| 1964 | Mondo Cane | Beste filmsong | Genomineerd |
| 1971 | Madron     | Beste filmsong | Genomineerd |

### Golden Globe Awards
| Jaar | Titel                     | Categorie        | Uitslag     |
| ---- | ------------------------- | ---------------- | ----------- |
| 1966 | The Yellow Rolls-Royce    | Beste filmsong   | Gewonnen    |
| 1966 | The Yellow Rolls-Royce    | Beste filmmuziek | Genomineerd |
| 1969 | Buona Sera, Mrs. Campbell | Beste filmsong   | Genomineerd |
| 1971 | Madron                    | beste filmsong   | Genomineerd |

### Grammy Awards
| Jaar | Titel      | Categorie                               | Uitslag     |
| ---- | ---------- | --------------------------------------- | ----------- |
| 1964 | Mondo Cane | Beste muziek voor film of televisieshow | Genomineerd |

## Referentie
1. ↑  Repubblica.it
2. ↑  Focus.be

- Bibsys: 5017315
- Biblioteca Nacional de España: XX1216777
- Bibliothèque nationale de France: cb138981241 (data)
- CiNii: DA15267296
- Gemeinsame Normdatei: 134477758
- International Standard Name Identifier: 0000 0001 0912 7540
- Library of Congress Control Number: n86870327
- Nationale Bibliotheek van Letland: 000207044
- MusicBrainz: e592c35e-86f5-4d90-9a3e-c5261031413d
- Nationale Bibliotheek van Tsjechië: xx0180076
- Nationale Bibliotheek van Israël: 987007604469805171
- Nationale Bibliotheek van Polen: a0000002101141
- Nationale en Universitaire bibliotheek Zagreb: 000726894
- Nederlandse Thesaurus van Auteursnamen: 071763678
- Réseau des bibliothèques de Suisse occidentale: 02-A003659864
- Istituto Centrale per il Catalogo Unico: UFIV123536
- SNAC: w6c86k9b
- Système universitaire de documentation: 081168748
- Virtual International Authority File: 69116461
- WorldCat: E39PBJfcRXMYMbjJhjrYYHPfbd